# Isla de Sálvora
La isla de Sálvora es una isla del océano Atlántico, que se encuentra en la bocana de la ría de Arosa, Galicia, España. Separada de tierra firme por una distancia de unos 3 km por el norte. Ocupa una superficie de cerca de 190 ha, y tiene una cota máxima de 71 metros (As Gralleiras). Casi todo el perímetro de la isla es zona rocosa, a excepción de tres playas de blanca y fina arena. Desde 2001 está integrada en el parque nacional de las Islas Atlánticas de Galicia.

## Descripción

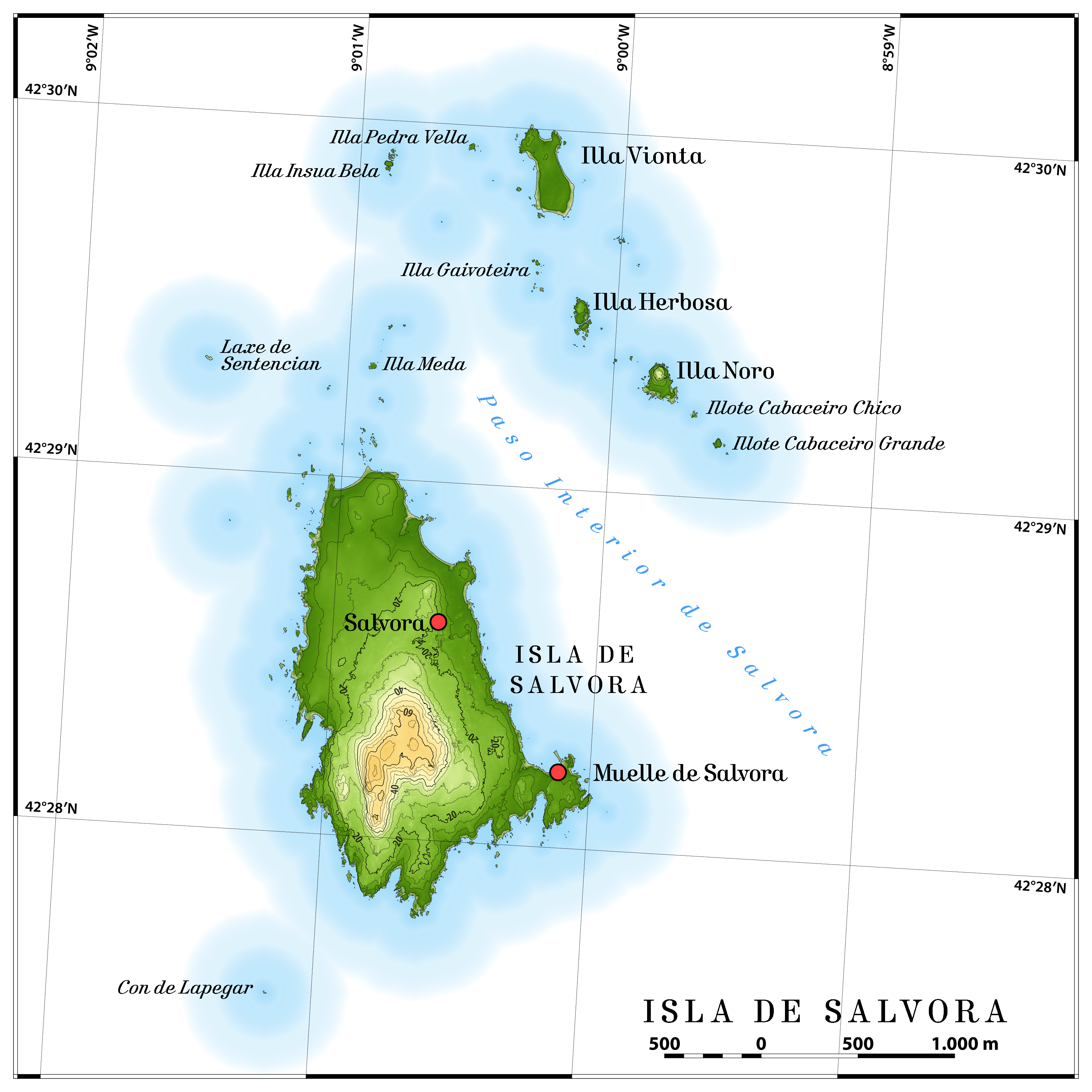
Mapa de Sálvora

En la actualidad, la isla de Sálvora forma parte de la parroquia de Aguiño (municipio de Riveira), creada en 1959. Anteriormente la isla dependía de la parroquia de Carreira, la que fuera durante muchos siglos la parroquia más poblada y rica de la comarca, así como la más antigua. 
En marzo de 2007 la isla fue adquirida por Caixa Galicia por 8,5 millones de euros y a finales de ese mismo año el Ministerio de Medio Ambiente ejerció su derecho de tanteo, comprando Sálvora, Vionta y Noro por esa misma cantidad. La Junta de Galicia, que figura como titular del paraje desde el 1 de julio de 2008, conjuntamente con el Ministerio de Medio Ambiente han iniciado los trabajos para rehabilitar el enclave.

## Etimología
Según E. Bascuas, "Sálvora" es una forma de origen paleoeuropeo, derivada de la raíz indoeuropea *sal- 'oleaje, agua que fluye, corriente'. Este topónimo figura registrado en el año 899 como "insulam Saluare".

## Historia
En el año 899 el rey Alfonso II la dona al Cabildo Catedralicio de Santiago, que la reclama con el fin de obtener recursos para su sustento. Esta donación, que incluía Ons, Tambo, Arosa, Cíes y Framio, fue confirmada por Ordoño II al obispo Sisnando en el año 911.
Ya en 1120 la isla fue invadida por naves sarracenas que se refugiaron en ella esperando refuerzos cuando se disponían a invadir estas tierras. Mas la tardanza de aquella ayuda hizo que los navíos cristianos enviados por orden del arzobispo de Santiago se apoderasen de las naves invasoras, frenando por largo tiempo estas incursiones. A partir de entonces, esta isla desconocida comienza a ser ambicionada por la nobleza del momento.
El desinterés del Cabildo Compostelano por Sálvora hizo que a partir de esa época, los vecinos de Carreira fueran ocupando la isla para utilizarla como terrenos de cultivo, llegando a establecerse en ella permanentemente años más tarde.
En 1770, el comerciante coruñés D. Jerónimo de Hijosa instaló por poder una fábrica de secado y salazón de pescado, a la que en 1960 se añadieron dos torres y las almenas, y hoy es conocida como O Almacén, siendo, quizá, la primera factoría de salazón de Galicia.
Por esta isla comenzarían los pleitos en 1789 entre los vecinos de Carreira encabezados por su cura párroco, D. Manuel Acuña y Malvar, contra "Don Vicente Caamaño Valera y Gayoso, Cavallero del orden de San Juan de Malta, Brigadier de la Real Armada, Vecino de la Villa de Ferrol", al obtener este una Real Cédula para instalar una pesquería de atunes que además de la isla ocuparía una concesión de cuatro leguas alrededor de ella, con lo que los marineros de Carreira quedarían prácticamente sin poder faenar en estas aguas, lo cual sería una ruina para sus economías familiares.
A principios del siglo XIX, las dificultades económicas hacen que los habitantes de Carreira se desplacen a la isla para trabajar como caseros de explotaciones agrícolas y ganaderas. Se consolida una pequeña aldea con ocho casas en torno a una plaza y dos fuentes de agua potable. La población era de 60 personas y se les conocía por el nombre de la casa que habitaban.
Los caseros pagaban al amo (la familia Otero-Goyanes) la mitad de las recogidas agrícolas y la mitad del ganado nacido en la isla de su propiedad.
Sálvora y el Ayuntamiento de Riveira fueron honrados como "muy humanitarios", y especialmente cuatro mujeres fueron condecoradas como Heroínas de Sálvora, por el auxilio a los náufragos del vapor-correo Santa Isabel, en 1921 y que dejaría tras de sí un rastro de 213 muertos.
El principal lugar de relación social era la taberna, situada al lado del antiguo almacén de salazón, lugar donde se reunían los pescadores. Esa taberna se convertiría hacia 1960 en la capilla de Santa Catalina, patrona de la isla.
El Ministerio de Obras Públicas había construido en 1862 un faro, al borde S. de la Isla. La isla fue expropiada por el Estado en 1904, que construyó la pista, el muelle, e inauguró en 1921 el faro actual, de mayor altura y quizá no bien ubicado, por lo que posteriormente hubo que volar toneladas de rocas que dificultaban su alcance en el sector NW. Se construyó por el MOP un pequeño muelle en la Praia do Almacén, frente a la taberna que el ya marqués consorte de Revilla, más tarde, convirtió en capela de Santa Catalina.
En 1958 la familia Otero-Goyanes recuperó la propiedad de la isla, junto con los islotes de Vionta y Noro, estando la isla libre de cargas fiscales y siendo el precio de compra al Estado español de 1 293 758 pesetas. Joaquín Otero Goyanes, General Auditor del Ejército, consiguió una concesión de los bienes del Estado, en régimen de usufructo, por 99 años, que en la práctica por las condiciones de la concesión, supuso una cesión de titularidad de playas, caminos y fuentes, que en seis ocasiones fue ratificada por los tribunales.
En 1960, D. Joaquín Otero reconstruyó la Fonte da Telleira, llamándola Fonte de Santa Catalina, adornada con los peldaños de la escalera de caracol del faro viejo. Otros restos fueron empleados en las torres añadidas al almacén y en un lavadero, se transporta a la isla un tractor y se instala un generador eléctrico. Todo ello con fondos del Servicio de Extensión Agraria. 
Poco durarían ya los colonos, que reclamados por la instalación en tierra de industrias propiedad de la familia, decidieron irse a vivir al continente. Aun así el último habitante abandonó la aldea en 1972.
En marzo de 2007 la isla fue adquirida por Caixa Galicia por 8,5 millones de euros y a finales de ese mismo año el Ministerio de Medio Ambiente ejerció su derecho de tanteo, comprando Sálvora, Vionta y Noro por esa misma cantidad. La Junta de Galicia, que figura como titular del paraje desde el 1 de julio de 2008, conjuntamente con el Ministerio de Medio Ambiente han iniciado los trabajos para rehabilitar el enclave.

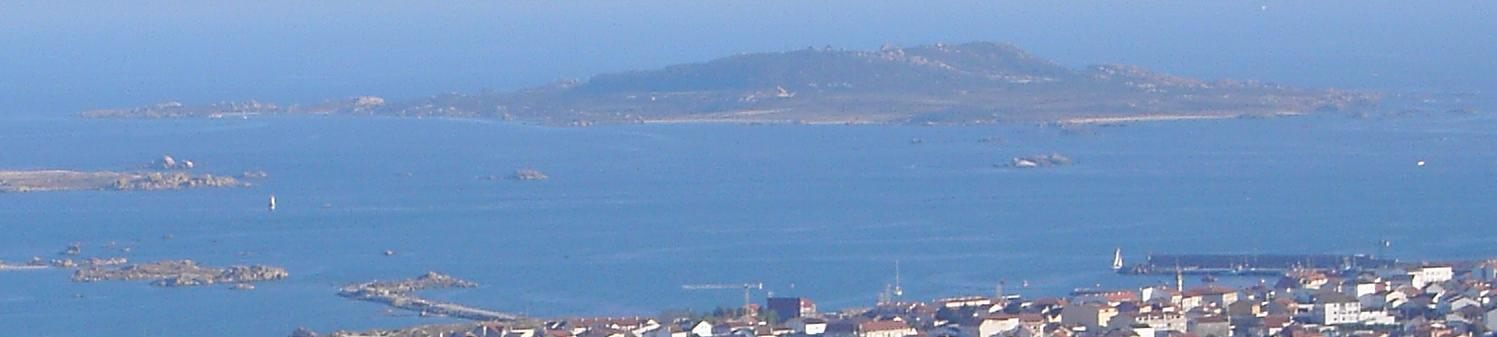
Panorámica de la isla.

## El faro
El Faro de Sálvora, servido por personal adscrito al Ministerio de Obras Públicas hasta 1992, sigue habitado en la actualidad, dependiendo de la Autoridad Portuaria de Villagarcía de Arosa. 
En la Segunda Guerra Mundial fue utilizado por la Marina como observatorio del tráfico marítimo.

## Turismo
Se puede visitar la isla realizando la "Ruta del Agua". A bordo de un velero antiguo se recorren las islas de Ons, Arosa y Sálvora; se trata de una ruta guiada que incluye la proyección de un vídeo y recorrido por las tres islas.
Las salidas parten desde Bueu, El Grove, Cambados, Puebla del Caramiñal y Riveira.

## La isla en el cine
En julio de 2020 se estrenó la película dirigida por Paula Cons La isla de las mentiras, rodada en la isla de Sálvora protagonizada por Nerea Barros, Victoria Teijeiro, Ana Oca y Darío Grandinetti, que narra la historia ficcionada de tres heroínas de la isla, Cipriana Oujo Maneiro, Josefa Parada y María Fernández Oujo de 24, 16 y 14 años respectivamente que vivían en la isla,
que remando durante 42 horas en varios viajes salvaron a 48 de los 260 pasajeros del vapor Santa Isabel que naufragó y se hundió en la madrugada del 2 de enero de 1921 frente a la costa de la isla.